# گروس میلتسوو
گروس میلتسوو (به آلمانی: Groß Miltzow) یک شهر در آلمان است که در Mecklenburg-Strelitz واقع شده‌است. گروس میلتسوو  ۱٬۲۶۹ نفر جمعیت دارد.